# اسکات فورستال

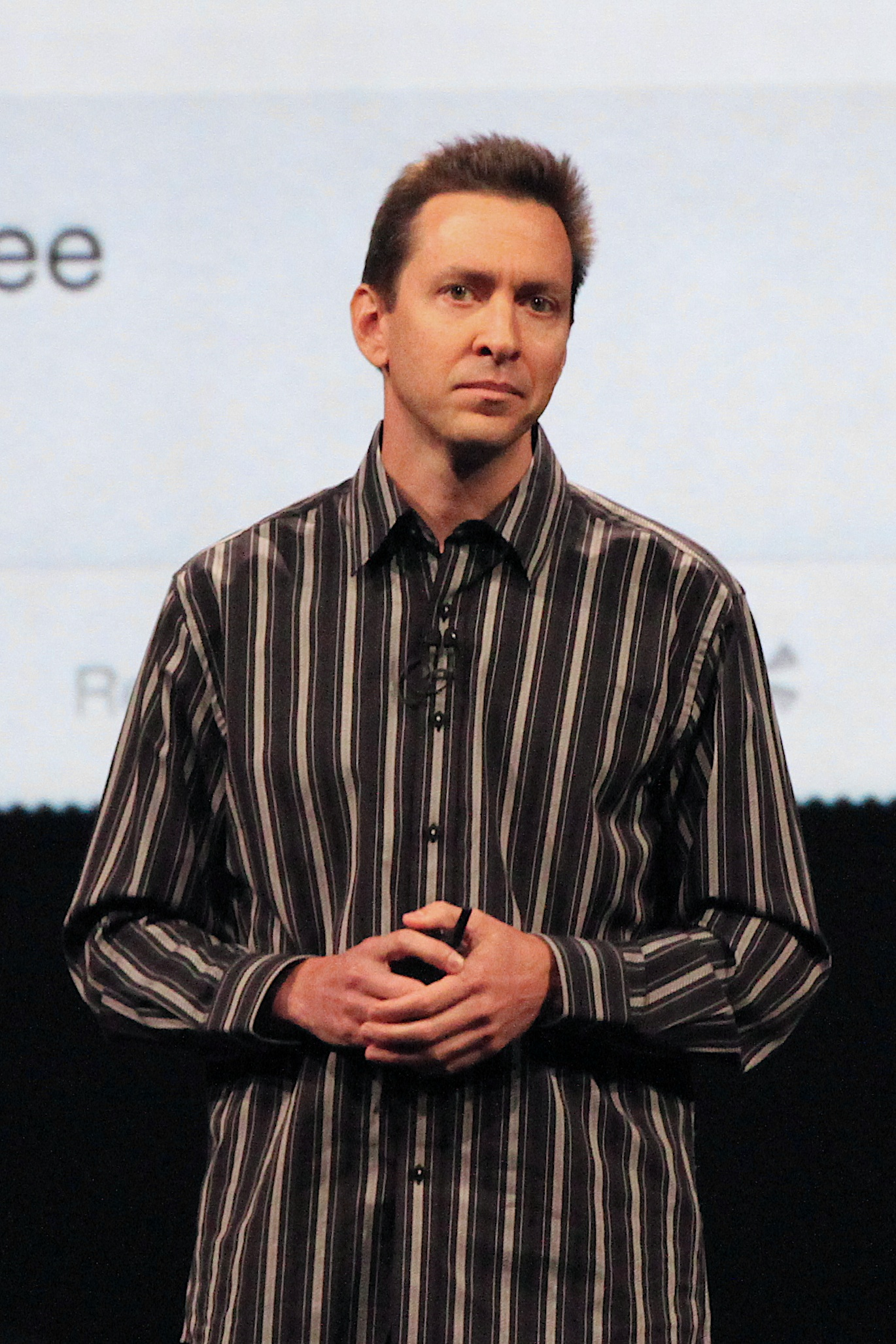
اسکات فورستال در کنفرانس جهانی توسعه‌دهندگان اپل در سال ۲۰۱۲

اسکات فورستال (به انگلیسی: Scott Forstall) (متولد ۱۹۶۹) نایب رئیس ارشد بخش آی‌اواس در شرکت اپل بود. فورستال در جریان خرید شرکت نکست توسط اپل در سال ۱۹۹۷ به اپل وارد شد. فورستال در نکست از مهندسان مبتکر سیستم عامل اواس‌ده بود. او در ژانویه ۲۰۰۳ به رتبه مدیر ارشد ترفیع یافت، در سال ۲۰۰۷ نایب رئیس ارشد بخش آی‌اواس شد و در اکتبر ۲۰۱۲ از شرکت اپل اخراج شد.

## اخراج از اپل
اپل در تاریخ ۲۹ اکتبر ۲۰۱۲ اعلام کرد که فورستال سال آینده این شرکت را ترک خواهدکرد و در چند ماه باقی‌مانده به عنوان مشاور موقت به تیم کوک خدمت خواهدکرد. به گفته برخی منابع، اسکات فورستال پس از عدم پذیرش امضاء نامه عذرخواهی شرکت اپل در خصوص مشکلات نقشه سیستم عامل آی‌اوس ۶، از شرکت اخراج شد.